# Sebecus
Sebecus (nazwa rodzajowa nawiązuje do imienia egipskiego boga Sobka) – rodzaj wymarłego krokodylomorfa z kladu Mesoeucrocodylia, żyjącego w eocenie na obszarze dzisiejszej Argentyny. Obecnie do tego rodzaju zaliczany jest jedynie jego gatunek typowy, S. icaeorhinus, którego skamieniałości odkryto w argentyńskiej prowincji Chubut. W przeszłości do rodzaju Sebecus zaliczano też gatunek S. huilensis żyjący w miocenie na obszarze dzisiejszej Kolumbii oraz S. querejazus żyjący w paleocenie na obszarze Boliwii. Jednak Alfredo Paolillo i Omar J. Linares (2007) zaliczyli te gatunki do odrębnych rodzajów: S. huilensis do rodzaju Langstonia, pozostawionego w rodzinie Sebecidae, a S. querejazus do rodzaju Zulmasuchus, zaliczonego przez nich do rodziny Bretesuchidae. Z analizy kladystycznej przeprowadzonej przez Pola i Powella (2011) wynika, że Sebecus, Langstonia, Zulmasuchus i nienazwany krokodylomorf, którego skamieniałości odkryto w argentyńskiej formacji Lumbrera, tworzą klad, do którego nie należą żadne inne krokodylomorfy; autorzy ci włączyli gatunki L. huilensis i Z. querejazus z powrotem do rodzaju Sebecus.
Do 2012 r. Sebecus znany był prawie wyłącznie z kości czaszki (choć Edwin Harris Colbert opisał kręg, złamaną prawą kość udową, niekompletny koniec dalszy kości udowej oraz koniec dalszy kości strzałkowej, znalezione niedaleko kości czaszki należących do zwierzęcia z gatunku S. icaeorhinus; kości te były rozproszone na niewielkim obszarze i nie można z pewnością stwierdzić, czy wszystkie należały do tego samego osobnika, czy nawet zwierząt tego samego gatunku – Colbert uznał to jednak za prawdopodobne). Dopiero Pol i współpracownicy (2012) opisali kości szkieletu pozaczaszkowego kilku osobników S. icaeorhinus, w tym okazu MPEF–PV 1776 z zachowaną przednią częścią kości zębowej oraz większością szkieletu pozaczaszkowego. Według Colberta czaszka S. icaeorhinus miała 476 milimetrów długości (mierząc od kości przedszczękowej do kości kwadratowej); Molnar (2010) stwierdził jednak, że czaszka Sebecus była nieco krótsza niż to zakładał Colbert, gdyż przeszacował on o 14 mm długość kości szczękowej. W porównaniu z czaszkami współczesnych krokodyli czaszka Sebecus była proporcjonalnie węższa i wyższa (dotyczy to zwłaszcza trzewioczaszki). S. icaeorhinus miał po dziewięć zębów w kościach szczękowych, po cztery w kościach przedszczękowych i po 13 w kościach zębowych. Zęby wyrastające z kości przedszczękowej oraz trzy przednie zęby wyrastające z kości zębowej były stożkowate, podobnie jak zęby współczesnych krokodyli, natomiast pozostałe zęby były zakrzywione, bocznie spłaszczone i miały ząbkowane krawędzie, co umożliwiało pocięcie pokarmu; Colbert podkreślił ich podobieństwo do zębów teropodów. Całkowita długość i masa ciała S. icaeorhinus jest trudna do oszacowania; z szacunków Pola i współpracowników (2012) wynika, że okaz MPEF–PV 1776 miał od 2,2 do 3,1 metra długości i ważył od 52,2 do 113,5 kg.
Pozycja filogenetyczna rodzaju Sebecus pozostaje niepewna. Autor jego opisu, George Gaylord Simpson, uznał go za archozaura o niepewnej pozycji systematycznej. Simpson dopuszczał możliwość, że Sebecus należał do nowego podrzędu krokodyli (w szerokim rozumieniu; obecnie na określenie tego kladu częściej używa się nazwy Crocodyliformes) dla którego zaproponował nazwę Sebecosuchia; uważał jednak za bardziej prawdopodobne, że Sebecosuchia były odrębnym rzędem w obrębie archozaurów i że ostatni wspólny przodek krokodyli i Sebecosuchia żył w triasie lub jeszcze wcześniej. Colbert (1946) uznał jednak, że znane skamieniałości S. icaeorhinus mają wystarczająco dużo cech wspólnych z krokodylami (w szerokim rozumieniu) by zasadne było uznane Sebecosuchia za podrząd krokodyli. Jednocześnie Colbert zasugerował bliskie pokrewieństwo rodzaju Sebecus z rodzajem Baurusuchus i zaliczył do Sebecosuchia także rodzinę Baurusuchidae. W późniejszych publikacjach większość autorów zgadzała się z wnioskiem Colberta, uznając rodziny Sebecidae i Baurusuchidae za blisko spokrewnione i tworzące klad Sebecosuchia, w obrębie którego niekiedy wyróżniano też rodziny Bretesuchidae i Bergisuchidae. Niektóre analizy kladystyczne potwierdzają bliskie pokrewieństwo rodzaju Sebecus i rodziny Baurusuchidae, inne sugerują jednak, że Sebecus mógł być bliżej spokrewniony z rodziną Peirosauridae. Według wszystkich analiz kladystycznych Sebecus należał do kladu Mesoeucrocodylia; z nielicznymi wyjątkami wszystkie analizy sugerują jego przynależność do Metasuchia. Nie jest jednak pewne, do którego z dwóch siostrzanych kladów tworzących Metasuchia należał: do Notosuchia (tj. kladu obejmującego wszystkich przedstawicieli Crocodyliformes bliżej spokrewnionych z Notosuchus terrestris niż z krokodylem nilowym) czy do Neosuchia (tj. kladu obejmującego wszystkich przedstawicieli Crocodyliformes bliżej spokrewnionych z krokodylem nilowym niż z Notosuchus terrestris).
Współcześnie z S. icaeorhinus na obszarze dzisiejszej prowincji Chubut występowały m.in. krokodyle z rodzaju Eocaiman, węże z rodzaju Madtsoia, żółwie bokoszyjne z rodzaju Hydromedusa i płazy bezogonowe z rodzaju Caudiverbera; występowanie takiej fauny sugeruje, że w czasach S. icaeorhinus obszar ten był poprzecinaną rzekami niziną, gdzie panował wilgotny klimat z wysokimi temperaturami powietrza. Colbert (1946) uważał, że Sebecus i inne krokodylomorfy z grupy Sebecosuchia były ziemnowodne tak samo jak przedstawiciele kladu Eusuchia; spekulował jednak, że różnice w budowie czaszek Sebecosuchia i Eusuchia mogły dowodzić, że Sebecosuchia w jakiś sposób różniły się od Eusuchia sposobem polowania i żerowania, może nawet żerowały w sposób podobny do teropodów. Wielu późniejszych autorów sugerowało, że budowa czaszek Sebecus i innych krokodylomorfów zaliczanych do Sebecosuchia oraz podobieństwo ich zębów do zębów lądowych drapieżników, jakimi były teropody, dowodzi tego, iż Sebecosuchia były znacznie silniej niż dzisiejsze krokodyle związane ze środowiskiem lądowym, a w każdym razie zdobywały pożywienie na lądzie, być może polując w sposób podobny jak dzisiejsze warany z Komodo. Oprócz budowy czaszki także budowa szkieletu pozaczaszkowego Sebecus sugeruje, że był on lądowym krokodylomorfem; sugerują to m.in. proporcjonalnie dłuższe niż u dzisiejszych krokodyli kończyny. U MPEF–PV 1776 stosunek długości kości udowej do długości ciała od barków do bioder szacowany jest na 1:2,3 – inny niż u dzisiejszych aligatorów amerykańskich, ale podobny jak u wymarłego Pristichampsus, u którego ten stosunek wynosił 1:2,2. Podobieństwo to nie wynikało z pokrewieństwa – Sebecus i Pristichampsus nie były blisko spokrewnione – mogło ono natomiast być rezultatem podobnego trybu życia tych krokodylomorfów i przystosowania się ich obu do środowiska lądowego.